# Росохате (Підляське воєводство)
Росохате (пол. Rosochate) — село в Польщі, у гміні Грабово Кольненського повіту Підляського воєводства.
Населення — 22 особи (2011).
У 1975—1998 роках село належало до Ломжинського воєводства.

## Демографія
Демографічна структура станом на 31 березня 2011 року:
|          | Загалом | Допрацездатний вік | Працездатний вік | Постпрацездатний вік |
| -------- | ------- | ------------------ | ---------------- | -------------------- |
| Чоловіки | 11      | 5                  | 4                | 2                    |
| Жінки    | 11      | 3                  | 4                | 4                    |
| Разом    | 22      | 8                  | 8                | 6                    |